# My Mother's Hymn Book
 (novembre 2023).
Si vous disposez d'ouvrages ou d'articles de référence ou si vous connaissez des sites web de qualité traitant du thème abordé ici, merci de compléter l'article en donnant les références utiles à sa vérifiabilité et en les liant à la section « Notes et références ».
My Mother's Hymn Book est un album de chansons chrétiennes enregistrées par Johnny Cash en 2003, peu avant sa mort, au cours des « American Recordings » enregistrés par Rick Rubin.
Il correspond à des chants religieux que la mère de l'artiste faisait chanter à la famille Cash, et qu'elle consignait dans un cahier manuscrit. L'artiste avait rêvé toute sa vie de pouvoir les enregistrer et Rick Rubin lui en a donné l'occasion.
Cet album, composé de 15 chansons chrétiennes enregistrées avec des accompagnements très simples, est initialement paru en bonus du coffret American Recordings (2004). Plus tard, il a été réédité en tant qu'album autonome.

## Titres
| No  | Titre                                      | Auteur                                  | Durée |
| --- | ------------------------------------------ | --------------------------------------- | ----- |
| 1.  | Where We'll never Grow Old (BMI)           | James C. Moore                          |       |
| 2.  | I Shall Not be moved                       | V.O.Fossett                             |       |
| 3.  | I am Pilgrim                               | Merle Travis                            |       |
| 4.  | Do Lord                                    | V.O. Fossett                            |       |
| 5.  | When The Roll Is Called Up yonder (ASCAP)  | Arrangement : John. R. Cash             |       |
| 6.  | If We Never Meet Again this Side Of Heaven | Albert E. brumley                       |       |
| 7.  | I'll Fly Away                              | Albert E. brumley                       |       |
| 8.  | Where The Soul Of Man Never Dies           | Arrangement : John R. Cash              |       |
| 9.  | let the Lower Light be Burning (ASCAP)     | Arrangement : John R. Cash              |       |
| 10. | When He Reached Down (BMI)                 | Marion Easterling, Thomas et JFB Wright |       |
| 11. | In The Sweet By And by (ASCAP)             | Arrangement : John. R. Cash             |       |
| 12. | I'm bound For The promised Land (ASCAP)    | Arrangement : John. R. Cash             |       |
| 13. | In The Garden                              | C. Austin Miles                         |       |
| 14. | Softly And tenderly (ASCAP)                | Arrangement : John. R. Cash             |       |
| 15. | just As I Am (ASCAP)                       | Arrangement : John. R. Cash             |       |